# 米陀京子
米陀 京子（よねだ きょうこ、1931年 - ）は、日本の陸上選手。

## 略歴
1931年、富山県下新川郡魚津町で飲食店を営む両親のもと生まれる。
1945年の国民体育大会で入賞を果たし注目を浴びる。1947年に富山県立魚津女子高等学校に入学すると、翌1948年には日本選手権の走高跳で優勝を果たした。
1949年に中京女子短期大学入学、1951年アジア競技大会の走高跳と80mハードルで優勝した。その後、東京教育大学（現・筑波大学）に編入した。
卒業後は東京教育大学附属中学校（現・筑波大学附属中学校）で体育教師として勤務した。